# المناطق المتنازع عليها في العراق

المناطق المتنازع عليها في العراق
الأراضي الرسمية لإقليم كردستان العراق
مناطق يطالب ويسيطر عليها كردستان العراق
مناطق يطالب بها كردستان العراق
باقي العراق

المناطق المتنازع عليها في العراق (بالكردية: ناوچە جێناکۆکەکانی عێراق‏) هي المناطق التي حددتها المادة 140 من دستور العراق بأنها مُعرَّبة أثناء حكم حزب البعث في العراق، وغالبًا ما تزال ذات هُوِيَّة أو تَواجد كُرديّ.

## المناطق
تعرف لجنة تنفيذ المادة 140 المناطق المتنازع عليها بأنها تلك المناطق التي تم تعريبها والتي عُدِّلَتْ حدودها بين 17 تموز / يوليو 1968 و9 نيسان / أبريل 2003. وتشمل هذه المناطق أجزاء من أربع محافظات في حدود ما قبل عام 1968.
تحدد لجنة تنفيذ المادة 140 من دستور جمهورية العراق المناطق المتنازع عليها بحسب تبعيتها بالتالي:

### محافظة كركوك

اقضية محافظة كركوك

تم تحديد محافظة كركوك بحدود ما قبل عام 1968، بما في ذلك منطقتي جمجمال وكلار بمحافظة السليمانية وقضاء طوز بصلاح الدين وقضاء كفري في ديالى.
عُدلت حدود محافظة كركوك وأضيفت المناطق التي يسيطر عليها الكرد إلى محافظتي أربيل والسليمانية، أضيفت الأقضية العربية إلى محافظة كركوك، وأضيفت القرى التي يسكنها التركمان إلى محافظتي ديالى وصلاح الدين. في 12 يونيو 2014، استولت القوات الكردية على محافظة كركوك بالكامل عندما انسحبت الجيش العراقي بعد نجاح هجوم داعش في شمال العراق عام 2014. تخضع محافظة كركوك حاليا لسيطرة الحكومة المركزية.
| نتائج التعداد السكاني لمحافظة كركوك |         |                |         |                |         |                |
| اللغة الأم                          | 1957    | النسبة المئوية | 1977    | النسبة المئوية | 1997    | النسبة المئوية |
| كرد                                 | 187,593 | 48.2%          | 184,875 | 38%            | 155,861 | 21%            |
| عرب                                 | 109,620 | 28.2%          | 218,755 | 45%            | 544,596 | 72%            |
| تركمان                              | 83,371  | 21.4%          | 80,347  | 17%            | 50,099  | 7%             |
| مسيحيي العراق                       | 1,605   | 0.4%           |         |                |         |                |
| يهود                                | 123     | 0.03%          |         |                |         |                |
| آخر                                 | 6,545   | 1.77%          | 0       | 0%             | 2,189   | 0.3%           |
| إجمالي                              | 388,829 | 100%           | 483,977 | 100%           | 752,745 | 100%           |

### محافظة أربيل
تشمل المناطق المتنازع عليها في محافظة أربيل، منطقة مخمور التي تم فصلها عن بقية المحافظة منذ عام 1991. اعتبارًا من الصراع العراقي الكردستاني عام 2017، المنطقة متنازع عليها بين الحكومة الفيدرالية وكردستان.

### محافظة نينوى
تطالب الحكومة الكردستانية بضم عدة مناطق مختلطة ذات غالبية سريانية مسيحية وكردية وشبكية ويزيدية وعربية في سهل نينوى وتشمل أقضية الشيخان، والحمدانية وتلكيف. وكذلك منطقة التواجد اليزيدي في بلدة سنجار الواقعة في محيط عربي وكذلك ناحية زمار من قضاء تلعفر وناحية القحطانية في قضاء البعاج.
وقضاء مخمور علما أن غالبية سكان قضاء مخمور هم من الكرد إضافة إلى أقلية من العرب السنة.

### محافظة ديالى
تطالب الحكومة إقليم كردستان بضم قضاء خانقين ذات الغالبية الكردية الفيلية. وكذلك ناحية مندلي من قضاء بلدروز وقضاء بدرة الواقع ضمن الحدود الإدارية لمحافظة واسط، ويسكن هذه الأقضية كلا من اللور الكرد الفيليين والتركمان والعرب.
وناحية جلولاء.
وقضاء كفري المكوّن من خليط من الكرد وأقلية من العرب والتركمان في محافظة ديالى.

### محافظة صلاح الدين
تطالب الحكومة الكردستانية بضم قضاء طوز خورماتو حيث یعیش فیها العرب والكرد والتركمان إلی إقليم كردستان.